# Keldermanspoort
De Keldermanspoort, ook Bollewerckpoorte of Dobbele Poort genoemd, was de westelijke  stadspoort in de Nederlandse stad Hulst. Ze ligt in de 3,5 km lange stadswal en was zowel landpoort als waterpoort.
Bij de inval van de Gentenaars in 1491 werd het toen nog open poortbolwerk vernield. De sterkte werd na 1506 uitgebouwd en verstevigd maar tijdens de Tachtigjarige Oorlog maakten krijgshandelingen er weer een ruïne van. In 1618 werden de resten in het aardwerk van het nieuwe Brederodebolwerk opgenomen en sindsdien zijn deze onzichtbaar.
Na herontdekking vonden vanaf 1959 opgravingen en restauraties plaats onder leiding van P.J. Brand. De gerestaureerde poortresten staan geregistreerd als rijksmonument.
Sinds 2005 staat bij de Keldermanspoort het bronzen standbeeld "Ravelijn" van de Belgische beeldhouwster Kathleen Verhegge en Ronald De Maet.
Ook de drie ander poorten van de stad Hulst zijn bewaard gebleven. Het zijn de Dubbele Poort, de Gentse Poort en de Bagijne- of Graauwse poort.

## Galerij

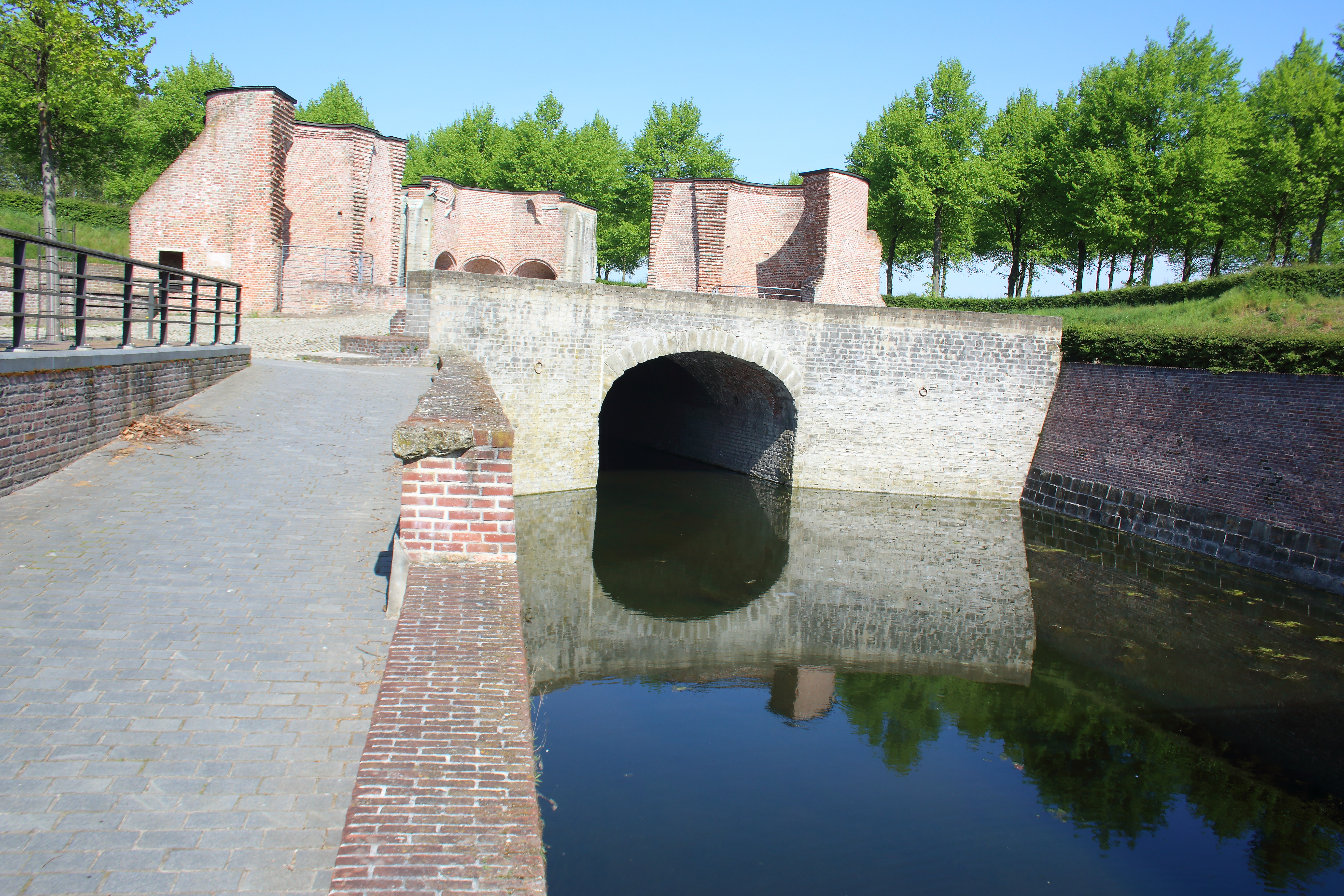
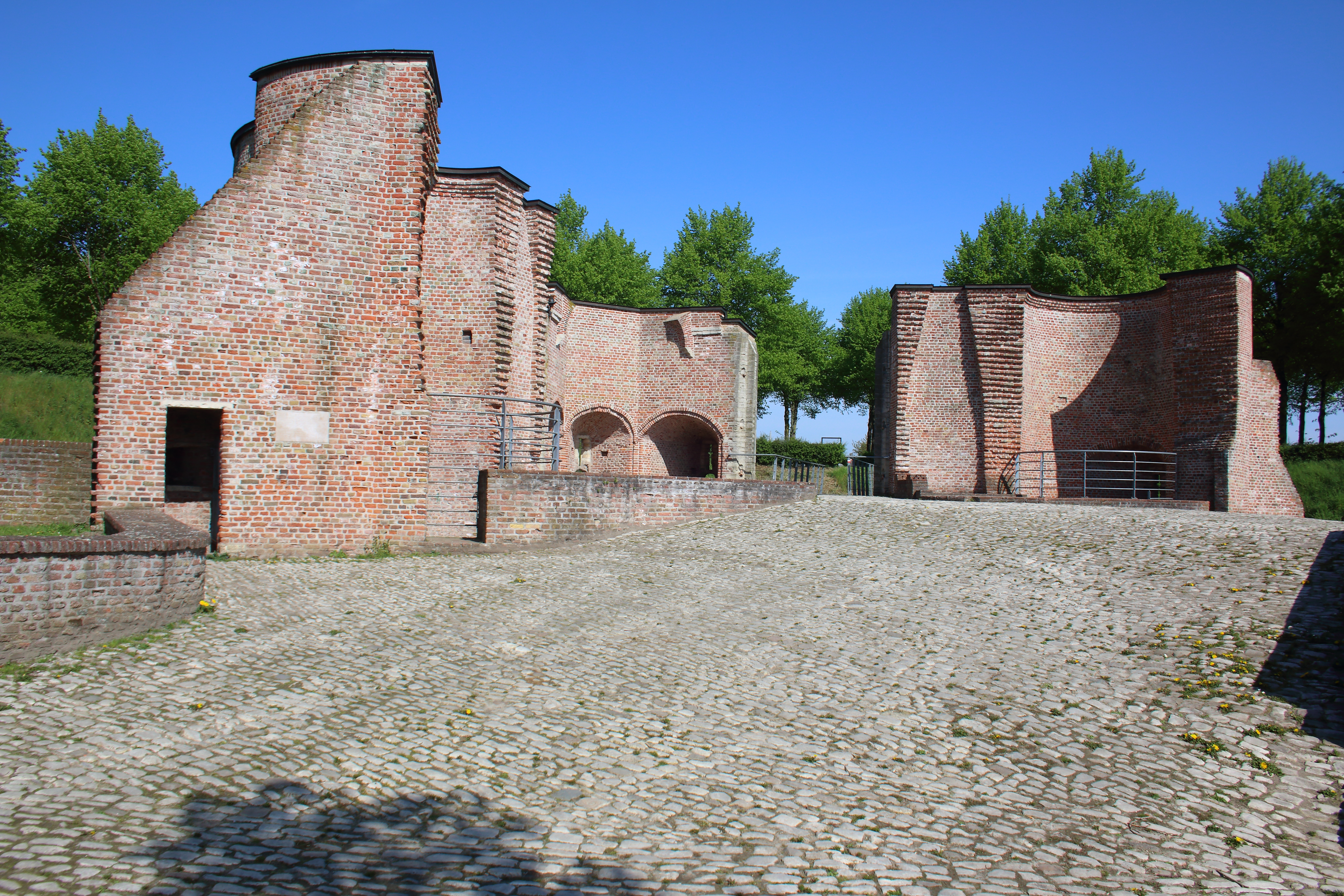
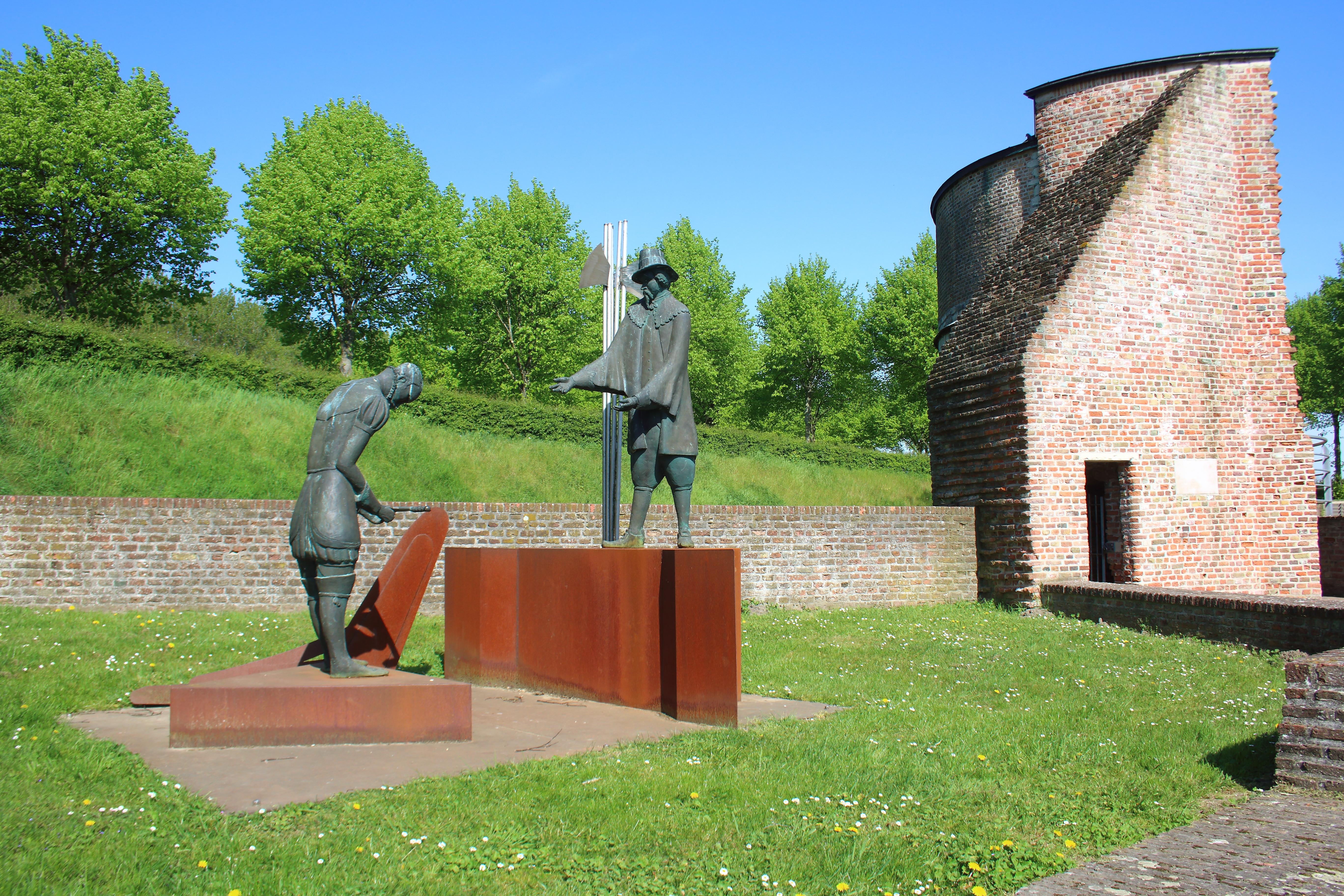
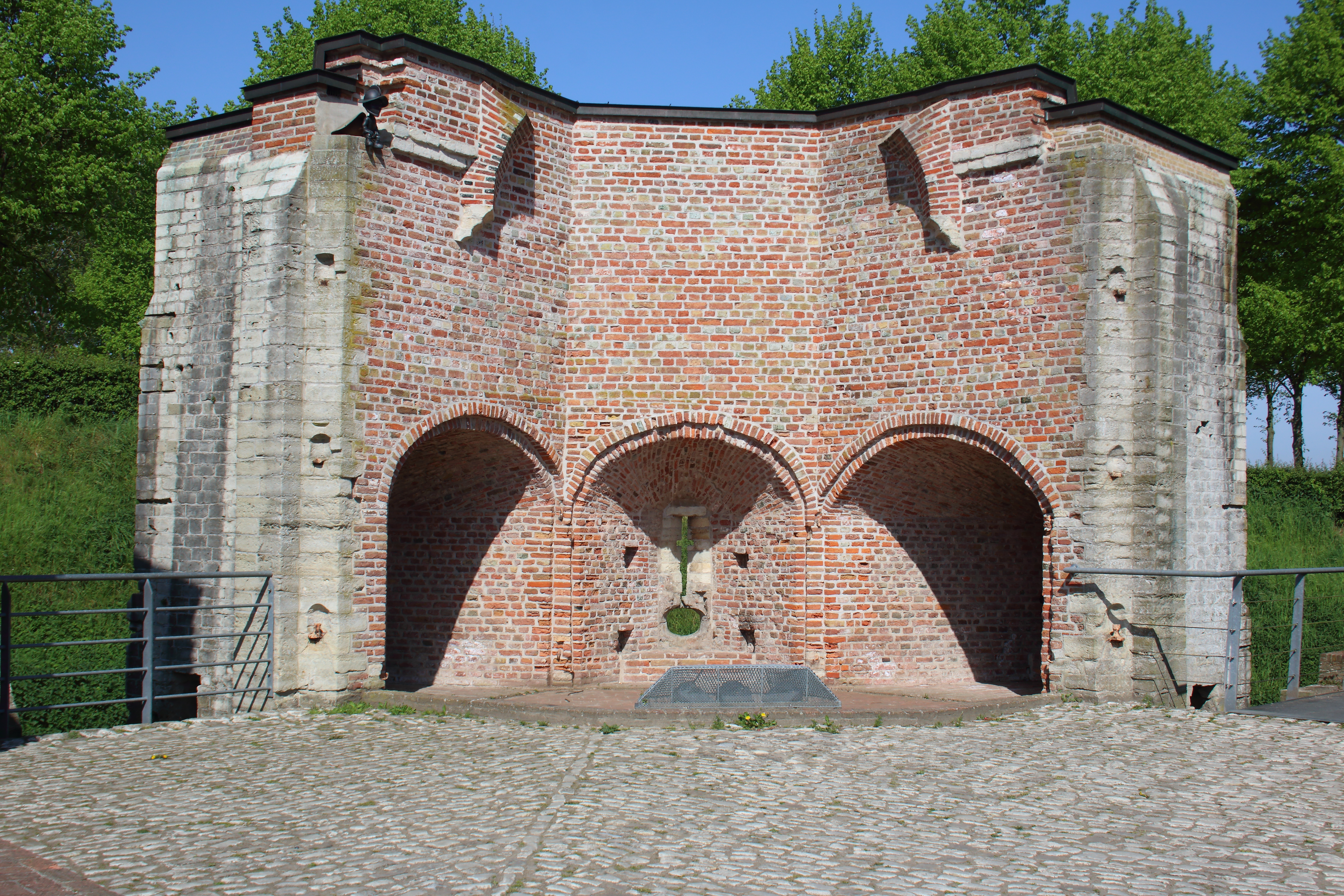